# Joanna d’Arc (film 1900)
Joanna d’Arc (tyt. oryg. Jeanne d’Arc) – francuski film krótkometrażowy z 1900 w reżyserii Georges’a Mélièsa.